# Magnus Eriksson
Magnus Eriksson (suec: Magnus II.)  (Noruega, maig 1316 - Bømlo, 1 de desembre de 1374 (Gregorià)), nascut Magnus Eriksson, fou rei de Suècia de 1319 a 1364, rei de Noruega del 1319 al 1343, i rei d'Escània de 1332 a 1360. Era fill del duc Erik Magnusson i la princesa noruega Ingeborg Håkonsdotter. Net del rei de Suècia Magnus Ladulås i de Haakon V de Noruega. Es casà el 1335 amb Blanca de Namur amb qui tingué a Erik XII Magnusson (1339-1359), rei de Suècia.
i Håkon VI (1340-1380), rei de Suècia i Noruega.
A la mort del seu avi el 1319, fou proclamat rei de Noruega i després de Suècia sota la tutela de la seva mare la duquessa Ingeborg, i des de 1322 d'un Senat. El 1332, amb l'objecte d'engrandir el seu regne, adquirí l'Escània per la suma de 34.000 marcs, i se l'anomenà Rex Sveciae, Norvegiae et terra Scaniae (Rei de Suècia, Noruega i Escània), el que donà origen a una guerra amb el rei de Dinamarca Valdemar IV que no acabà fins al 1343 per un tractat en el qual es confirmà l'annexió d'Escània a Suècia, el Blekinge i el Halland.
El mateix any, i davant el descontentament de Noruega, que no volia ser governada des de Suècia, nomenà rei d'Escània al seu fill Håkon VI, que governà sota la tutela del seu pare i un Senat. El 1348, veient disminuir la seva autoritat, emprengué una campanya contra Rússia, i per front a les despeses de la guerra, prengué diners de l'Església, que l'excomunicà per no haver-lo retornat, i arruïnà al poble amb pesats impostos. El descontentament era general, i els nobles, al front dels quals s'havia posat Erik, un altre dels fills del rei, es revoltaren contra el sobirà el 1356, que tingué d'abandonar gran part del seu territori a Erik. Magnus s'havia aliat amb Valdemar de Dinamarca, i el 1359 envaí Escània, pel que Erik tornà a agafar les armes contra el seu pare, però morí al cap de poc temps, i Magnus regnà arreu de Suècia.
Llavors Magnus va concloure llavors el seu conveni amb Valdemar, al qual li retornà l'Escània, el Bleking i el Halland a canvi que l'ajudés contra el Senat de Suècia, que recolzava la candidatura de Håkon, però va caure presoner i Håkon proclamat rei de Suècia i Noruega, encara que més tard es van reconciliar i foren desterrats els principals promotors del moviment. Llavors els nobles oferiren la corona al príncep Albert, nebot de Magnus, que arribà a Suècia el novembre de 1363 i fou proclamat rei poc temps després, sent destronat Magnus i el seu fill, i rebent Magnus alguns territoris. El passà la resta dels seus dies a Noruega i morí ofegat prop de Bergen.